# Michele Mascitti
Michele Mascitti (ur. w 1663 lub 1664 w Chieti koło Neapolu, zm. 24 kwietnia 1760 w Paryżu)  – włoski kompozytor i skrzypek okresu baroku. 

## Życiorys
Gry na skrzypcach uczył się od młodości; jego nauczycielem był wuj Peter Marchitelli (1643–1729), który w tym czasie zajmował stanowisko skrzypka orkiestry królewskiej w Neapolu i w Teatro di San Bartolomeo. Następnie Mascitti przeniósł się do Neapolu, gdzie czasowo grał w orkiestrze królewskiej "nadliczbowe skrzypce". Wkrótce ją jednak opuścił i podróżował, przebywając w kilku miastach włoskich, niemieckich i holenderskich. W 1704 osiadł w Paryżu i przyjął francuskie imię Michel. Ze względu na swą wielką renomą cieszył się patronatem Filipa II, księcia Orleanu (który umożliwił mu występy na dworze w Wersalu), elektora Bawarii i kardynała Pietro Ottoboni. W 1739 uzyskał obywatelstwo francuskie.
Mascitti opublikował wszystkie dziewięć zbiorów swych kompozycji w Paryżu. Cztery koncerty z op. 7 naśladują styl concerto grosso Arcangelo Corellego. Za swojego życia Mascitti cieszył się podobną sławą, jak Tomaso Albinoni i A. Corelli. Jego kompozycje utrzymane były przeważnie w stylu włoskim, czasem francuskim. Jak na swoje czasy operował nowoczesną harmoniką.

## Dzieła
- 6 Sonat na skrzypce solo i violone lub klawesyn oraz 6 sonat na skrzypce, wiolonczelę i basso continuo op. 1 (1704)
- 15 Sonat da camera na skrzypce solo i violone lub klawesyn op. 2 (1706)
- 12 Sonat da camera na skrzypce solo i violone lub klawesyn op. 3 (1707)
- 8 Sonat na skrzypce solo i basso continuo oraz 6 sonat na 2 skrzypiec i basso continuo op. 4 (1711)
- 12 Sonat na skrzypce solo i basso continuo op. 5 (1714)
- 15 Sonat na skrzypce solo i basso continuo oraz sonata na 2 skrzypiec i basso continuo op. 6 (1722)
- 8 Sonat na skrzypce solo i basso continuo oraz cztery „concerti a sei“ op. 7 (1727)
- 12 Sonat na skrzypce solo i basso continuo op. 8 (1731)
- 12 Sonat na skrzypce solo i basso continuo op. 9 (1738)